# 僖郡王
僖郡王，清朝世袭郡王。康熙二十一年（1682年），努爾哈赤曾孫、安郡王岳樂第十七子經希被封為郡王，封號僖，未得世袭罔替，每次襲封需遞降一級，一共传了一代一位。

## 僖郡王
- 1682年－1717年：奉恩鎮國公經希 初封郡王，1690年降奉恩鎮國公

## 僖郡王世系圖
| 奉恩鎮國公經希 1663-1682-1717 |  |  |  |
|                               |  |  |  |
| 隆調 1705-1763 絕嗣           |  |  |  |